# 마운트배튼오브버마 백작부인 페넬로페 내치불
마운트배튼오브버마 백작부인 페넬로페 메러디스 메리 내치불(영어: Penelope Meredith Mary Knatchbull, Countess Mountbatten of Burma, 1953년 4월 16일 ~ )은 영국의 귀족이자 제3대 마운트배튼오브버마 백작 노턴 내치불의 부인이다. 2010년부터 그녀는 롬지의 고위 관리로 근무하고 있다.